# Niherne
Niherne là một xã ở tỉnh Indre khu vực trung bộ Pháp. Xã này có diện tích 42,87 km², dân số thời điểm năm 1999 là 1484 người. Khu vực này có độ cao trung bình 130 mét trên mực nước biển.